# Сеїдов Мамед Мір Азіз огли
Мамед Мір Азіз огли Сеїдов (1907, село Садарак, тепер місто Садарацького району, Нахічеванська Автономна Республіка, Азербайджан — ?) — азербайджанський радянський діяч, міністр сільського господарства Нахічеванської АРСР. Депутат Верховної Ради СРСР 4-го скликання.

## Життєпис
Народився в бідній селянській родині. У 1925 році вступив до комсомолу.
У 1928—1929 роках — робітник Норашенського бавовноочисного заводу Нахічеванської АРСР.
Член ВКП(б) з 1928 року.
У 1929—1930 роках — слухач однорічних бухгалтерських курсів.
У 1930—1932 роках — рахівник у бавовницькому товаристві в місті Норашені; рахівник зернового радгоспу Норашенського району Нахічеванської АРСР.
У 1932—1935 роках — на комсомольській, партійній і радянській роботі.
У 1935—1938 роках — студент Азербайджанської вищої комуністичної сільськогосподарської школи.
У 1938—1940 роках — директор Нахічеванського держплемрозсаднику овець породи балбас; на радянській та господарській роботі.
У 1940—1941 роках — заступник народного комісара землеробства Нахічеванської АРСР.
У 1941—1943 роках — 1-й секретар Норашенського районного комітету КП(б) Азербайджану Нахічеванської АРСР; начальник політичного сектору Народного комісаріату землеробства Нахічеванської АРСР.
У 1943—1949 роках — керуючий «Нахвинтресту»; народний комісар (з 1946 року — міністр) харчової промисловості Нахічеванської АРСР.
У 1949—1950 роках — заступник голови Ради міністрів Нахічеванської АРСР.
З 1950 року — слухач Вищої партійної школи при ЦК ВКП(б) у Москві.
До січня 1954 року — 1-й заступник голови Ради міністрів Нахічеванської АРСР.
Із січня 1954 року — міністр сільського господарства Нахічеванської АРСР.
Подальша доля невідома.

## Нагороди та відзнаки
- орден Трудового Червоного Прапора
- орден «Знак Пошани»
- медалі